# Pierrebraunia brauniorum

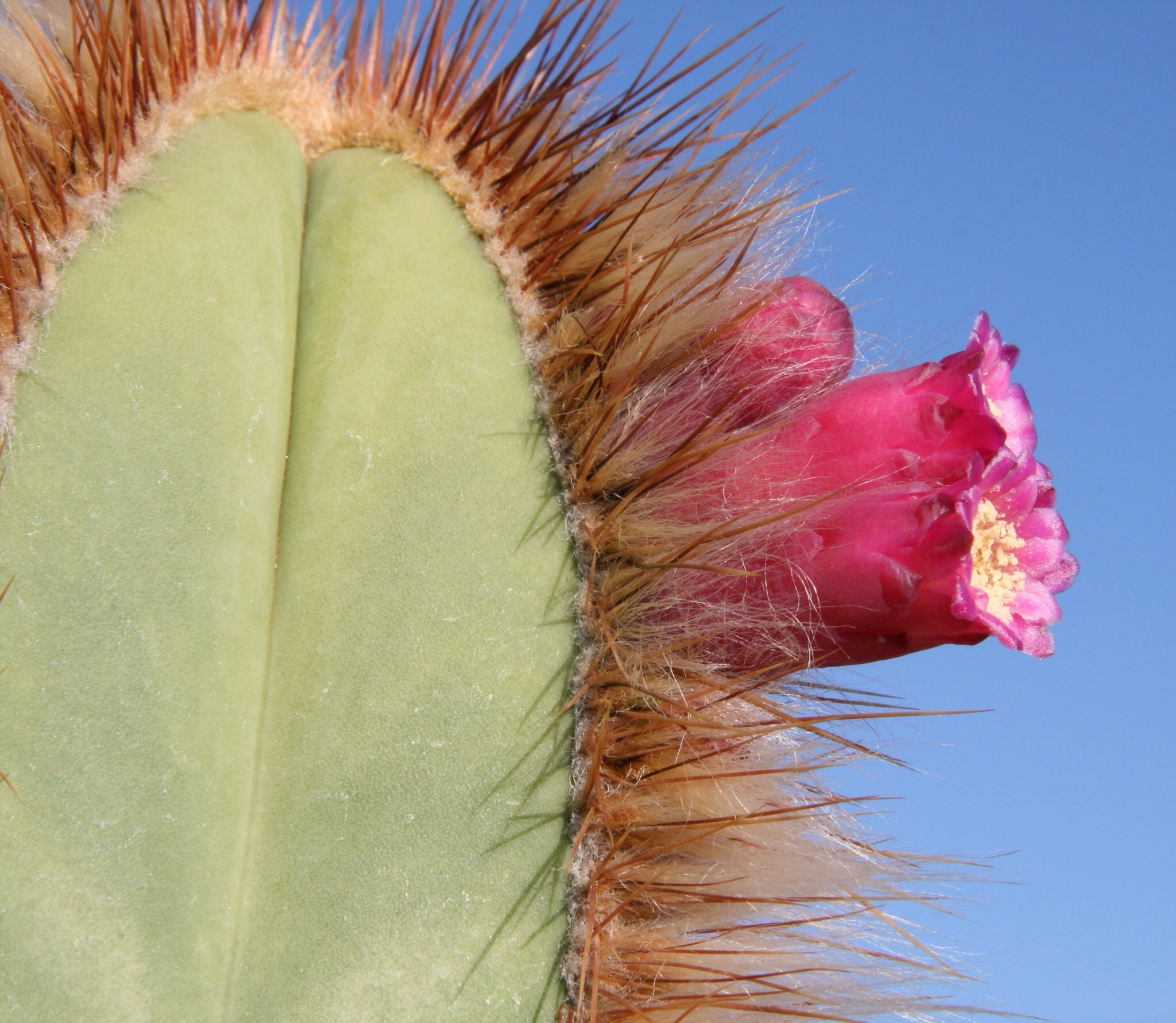
Pseudocephalium und Blüten

Pierrebraunia brauniorum ist eine Pflanzenart in der Gattung Pierrebraunia aus der Familie der Kakteengewächse (Cactaceae). Das Artepitheton ehrt den Entdecker Pierre Josef Braun und seine Ehefrau Beate Braun.

## Beschreibung
Pierrebraunia brauniorum wächst einzeln mit aufrechten, kurz säuligen, gelblich graugrünen bis graugrünen Trieben, die selten an der Basis sprossen. Diese erreichen eine Wuchshöhe von 30 bis 70 Zentimetern und einen Durchmesser von 7 bis 10 Zentimetern. Die 4 bis 5 (selten 6) Rippen sind 3 bis 3,2 Zentimeter hoch und etwa 3 Zentimeter breit. Die darauf befindlichen Areolen sind anfangs etwas filzig und bilden später ein fortlaufendes Band auf der Kante der Rippen. Die nadelförmigen Dornen sind gelblich bis bräunlich. Der einzelne Mitteldorn ist bis zu 2,8 Zentimeter lang. Die 5 bis 6 Randdornen sind abstehend bis ausstrahlend und bis zu 2,1 Zentimeter lang.
Die gedrungen röhrenförmigen, blass rosa bis weißlichrosafarbenen Blüten erscheinen in der Nähe des Scheitels und öffnen sich kaum. Sie bis 3 Zentimeter lang und erreichen Durchmesser von 15 bis 20 Millimeter. Das Perikarpell ist grünlich.
Die etwas kugel- bis kurz eiförmigen Früchte sind dunkel weinrot, enthalten ein saftiges rosarotes Fruchtfleisch und weisen Durchmesser von 3 bis 3,5 Zentimeter auf.

## Verbreitung, Systematik und Gefährdung
Pierrebraunia brauniorum ist im brasilianischen Bundesstaat Minas Gerais in Hochlagen der Serra do Espinhaço und in der Campo Rupestre auf Felsen verbreitet. Die Erstbeschreibung wurde 1999 von Eddie Esteves Pereira (* 1939) veröffentlicht.
In der Roten Liste gefährdeter Arten der IUCN wird die Art als „Least Concern (LC)“, d. h. als nicht gefährdet geführt.

## Nachweise